# أحمد إيماز
أحمد إيماز مواليد 12 أبريل 1992 في المالديف، هو لاعب كرة قدم مالديفي. يلعب كلاعب وسط. يلعب حاليا لـ نادي مازيا.

## مسيرته مع النادي
وقع إيماز عقدا مع نادي النسور في عام 2011 ولعب ثلاثة مواسم ناجحة جدا في النادي، وانتقل إلى فريق المالديف تحت 23 سنة ومنتخب المالديف لكرة القدم في العام التالي.
في 24 كانون الأول / ديسمبر عام 2014 وقع عقدا مدته سنة واحدة مع نادي مازيا.

## المسيرة الدولية
على المستوى الدولي شارك لأول مرة مع منتخب جزر المالديف في مباراة ضمن كأس نهرو 2012 حيث فازوا 2-1 ضد منتخب النيبال في 23 آب / أغسطس 2012، وكان قد دخل في الدقيقة 89 ليحل محل الكابتن علي أشفق.

## وصلات خارجية
- أحمد إيماز على موقع قاعدة بيانات كرة القدم.إي يو (الإنجليزية)
- أحمد إيماز على موقع ناشيونال فوتبول تيمز (الإنجليزية)